# Ferenczfy-Kovács Attila
Ferenczfy-Kovács Attila (Pécs, 1951. július 26. –) a Nemzet Művésze címmel kitüntetett, Kossuth-díjas építészmérnök, iparművész, díszlettervező, látványtervező, vizuális művész.

## Életpályája
1969 és 1974 között felsőfokú tanulmányokat folytatott a Budapesti Műszaki Egyetem építészmérnöki karán. Első munkaállomása 1969-től 1974-ig a Pécsi Tervező Vállalat Ifjúsági Irodája volt, majd 1978 és 1991 között a MAFILM-nél dolgozott. 1991 óta szellemi szabadfoglalkozású látványtervező, vizuális művész, építész. Szabó István filmrendező egyik állandó munkatársa. Két évig a torinói operaházban a Wagner-tetralógia díszleteit tervezte, emellett tervezett operadíszleteket Lipcsében, Bécsben is.
Legnagyobb sikereit film és színpadi díszleteivel aratta. Ferenczfy-Kovács Attila a legkülönösebb tér-álmodók egyike. Épületeiben, film- és színházi díszleteiben, képzőművészeti munkáiban szürreális hidat épít a múlt és a jelen között. Díszleteit, térplasztikáit hazai és külföldi egyéni és csoportos kiállításokon szerepelteti. Közgyűjtemények őrzik alkotásait, köztük a pécsi Janus Pannonius Múzeum, a budapesti Ludwig Múzeum – Kortárs Művészeti Múzeum és a lyoni M. St. Pierre Gyűjtemény. A legtöbb elismerést filmekhez készített díszleteiért kapta.

### Családja
Elvált, három gyermeke: Sebő (1977), Petra (1979) és Lili (1991).

## Munkái (válogatás)[1]

### Filmdíszletek
- 1981: Szerencsés Dániel (Hunnia, rend.: Sándor Pál);
- 1982: Álombrigád (Társulás, rend.: Jeles András); Mennyei seregek (Budapest Stúdió, rend.: Kardos Ferenc);
- 1983: Angyali üdvözlet (Hunnia, rend.: Jeles András);
- 1984: Csak egy mozi (Hunnia, rend.: Sándor Pál);
- 1989: Találkozás Vénusszal (Warner Bross, rend.: Szabó István);
- 1992: Édes Emma, drága Böbe (Objektív, rend.: Szabó István);
- 1993: A bűvös vadász (Budapest Stúdió; rend.: Enyedi Ildikó);
- 1995: Offenbach titka (Chanel 4, rend.: Szabó István);
- 1996: Hosszú alkony (Eurofilm, rend.: Janisch Attila);
- 1997: Az alkimista és a szűz (rend.: Kamondi Zoltán);
- 1997: Kivert kutya (rend.: Kevin Brodie);
- 1998: A napfény íze (rend.: Szabó István);
- 2003: Másnap (rend.: Janisch Attila).

### Színházi díszletek
- 1986-1988: Wagner: Ring, Teatro Regio (Torino)
- 1993: Muszorgszkij: Borisz Godunov, Lipcsei Operaház; Verdi: Trubadúr, Wiener Staatsoper
- 1994: Henley: A szív bűnei, pécsi Nemzeti Színház; Shakespeare: Hamlet, miskolci Nemzeti Színház
- 1995: Csehov: Ivanov, Pesti Színház
- 1996: Lorca: Bernarda Alba háza, szegedi Nemzeti Színház; A leláncolt Prométheusz - Médeia, Várszínház
- 1997: Médeia-történetek, Miskolci Csarnok Kultusz Motel
- 2005: Monteverdi: Orpheus, Művészetek Palotája

### Belsőépítészeti és építészeti munkái
- 1996: Opart Dance Club, Arab kávézó, AbOriginal vendéglő
- 1998: Persona Ruhabolt, Budapest
- 2002: Terror Háza, Budapest
- 2004: Holokauszt Múzeum, Hódmezővásárhely
- 2005: Emlékpont Múzeum, Hódmezővásárhely

## Kiállítások (válogatás)

### Egyéni
- 1974 • Emlékmű, Bercsényi Klub, Budapest
- 1984 • Angyali üdvözlet, díszlettervek, XII. Velencei Film Biennálé, Velence
- 1985 • Neue Linie in Ungarn, Tatgalerie, Bécs
- 1986 • Möbelklassiker der III-ten Jahrtausends, Tatgalerie, Bécs • Bachman, Kovács, Rajk, Szalai, Dorottya Galéria, Budapest (kat.)
- 1987 • Necropolis (kat.), Pécsi Galéria, Pécs
- 1988 • Dem Deutschen Volke, D.A.A.D. Galerie, Berlin
- 1992 • Relikviák, Stuart Levy Gallery, New York • Necropolis, Zichy-kastély, Budapest
- 1994 • Bársonykoporsó - A harmadik fokozat, Fészek Klub, Budapest
- 1995 • Kőművesmunkák, G. Anonimus, Ljubljana • Ferenczfy-Kovács Attila díszlettervei, Iparművészeti Múzeum, Budapest.

### Csoportos
- 1981 • Magyar építészet, Építészeti Múzeum, Helsinki
- 1983 • Pillantás Magyarországra, Hôtel de Ville, Lille
- 1987 • Kortárs magyar művészet, E.L.A.C., Lyon
- 1990 • Keletről Nyugatra, Stuart Levy Gallery, New York
- 1991 • V. Nemzetközi Építészeti kiállítás, Velence • Kortárs magyar művészet, Seoul Arts Center, Szöul • Metropolis, Martin Gropius Bau, Berlin
- 1992 • Architektonikus gondolkodás ma, Műcsarnok, Budapest
- 1993 • Magyarország akkor és most, IMF Cultural Center, Washington • Magyar Ház, New York • Fővárosi Képtár, Budapest
- 1994 • 80-as évek - Képzőművészet, Ernst Múzeum, Budapest
- 1995 • Helyzetkép/Magyar szobrászat, Műcsarnok, Budapest • Prágai Quadriennale, Prága.

## Díjai, elismerései (válogatás)
- A Magyar Filmművészeti Szövetség nívódíja a Mennyei seregek c. film díszletéért (1982);
- MFSZ-nívódíj a Csak egy mozi c. film díszletéért (1984);
- Balázs Béla-díj;  Soros Alapítvány különdíja (1992);
- MTV nívódíja a Tisztelet Radnóti Miklósnak c. produkció díszletéért (1995); Az év legjobb díszletterve A szív bűnei c. előadás színházi díszletéért (1995)
- MTV-nívódíj az Arany nyugágy c. produkció díszletéért (1996)
- Kossuth-díj (2002)
- A Nemzet Művésze (2024)[2]